# Marianne Curley
Marianne Curley (født 20. maj 1959) er en australsk forfatter, mest kendt for sin fantasy-serie "Guardians of Time", hvor den første bog "The Named" (2003) er oversat til dansk med titlen "De Udvalgte". Hun har også skrevet "Old Magic" (2001), som er oversat til dansk med titlen "Tryllebundet".

## Udgivelser
- Tryllebundet (2001)
- Guardians of Time serien
  - De Udvalgte (2002)
  - The Dark (2003)
  - The Key (2005)